# Крысовы (Спас-Талицкое сельское поселение)
Крысовы — деревня в Оричевском районе Кировской области в составе Спас-Талицкого сельского поселения.

## География
Расположена на расстоянии примерно 4 км по прямой на юго-запад от райцентра поселка Оричи.

## История
Известна с 1706 года как починок Самсона Перевалова с 2 дворами, к 1765 уже 147 жителей. В 1873 году здесь (починок Самсона Перевалова 1-й) дворов 22 и жителей 158, в 1905 (починок Самсона Перевалова 1-й или Крысовы) 8 и 41, в 1926 (деревня Крысовы или Самсона Перевалова) 9 и 44, в 1950 10 и 32, в 1989 оставалось 6 постоянных жителей. Настоящее название утвердилось с 1939 года.  

## Население
Постоянное население составляло 2 человека (русские 100%) в 2002 году, 2 в 2010.